# Hamister

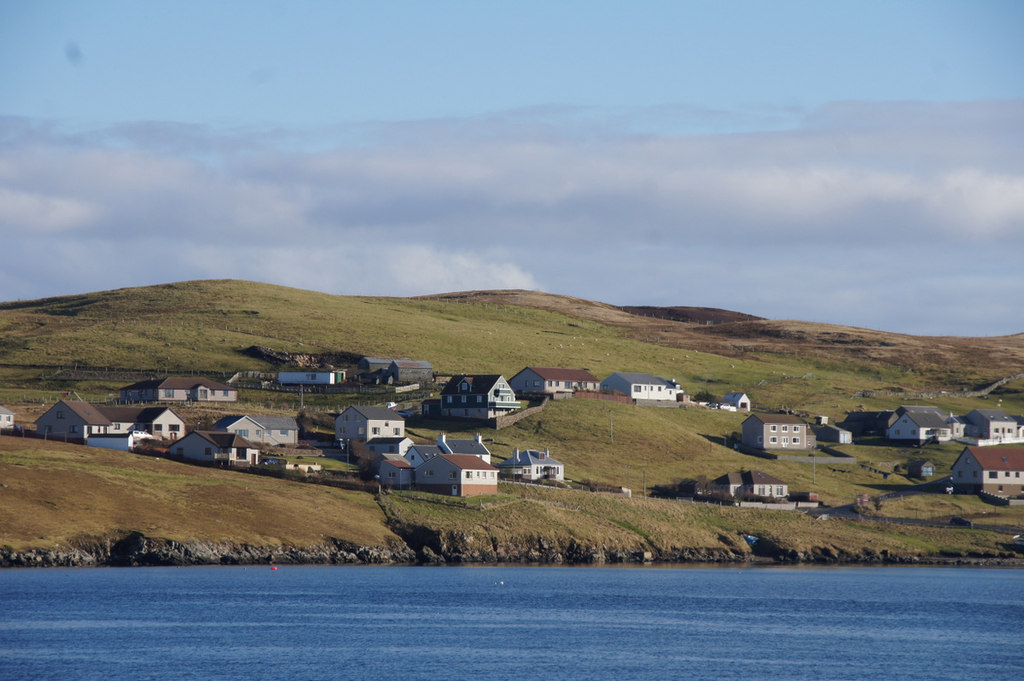
Blick über die Bucht zum Ort

Hamister ist eine Ortschaft im Südwesten der zu den schottischen Shetlands zählenden Insel Whalsay. Sie liegt nördlich von Symbister, dem Hauptort der Insel, von dem sie durch die Bucht North Voe getrennt ist. Der historische Kern liegt einige hundert Meter abseits der Bucht. Durch das Wachstum Hamisters seit Anfang des 20. Jahrhunderts erstreckt sich die Bebauung mittlerweile bis zur Nordostecke des North Voe und weiter parallel zur Küste des Linga Sound nach Norden, die Grenzen zum in dieser Richtung angrenzend gelegenen Ort Marrister sind fließend geworden. Hamister wird im Nordosten von zwei jeweils etwa 80 Meter hohen Hügeln überragt, dem Setter Hill sowie dem östlich daran anschließenden Sneugans.